# Desoria blufusata
Desoria blufusata är en urinsektsart som först beskrevs av Fjellberg 1978.  Desoria blufusata ingår i släktet Desoria, och familjen Isotomidae. Arten är reproducerande i Sverige.